# Ochthebius aeneus
Ochthebius aeneus é uma espécie de insetos coleópteros polífagos pertencente à família Hydraenidae.
A autoridade científica da espécie é Stephens, tendo sido descrita no ano de 1835.
Trata-se de uma espécie presente no território português.